# باتريك كيسنوربو
باتريك فابيو ماكسيم كيسنوربو (بالإنجليزية: Patrick Kisnorbo)‏، من مواليد 24 مارس 1981 في ميلبورن في أستراليا، لاعب كرة قدم أسترالي من أصول إيطالية وموريشيوسية.
بدأ مسيرته الكروية مع نادي ساوث ميلبورن في عام 2000، ولعب معهم حتى عام 2003، وشارك معهم في 67 مباراة وسجل 3 أهداف، وفي عام 2003 انتقل إلى نادي هارتس الإسكتلندي، ولعب معهم حتى عام 2005، وشارك معهم في 48 مباراة وسجل هدف واحد، ومنذ عام 2005 وهو يلعب مع نادي ليستر سيتي الإنجليزي.
و قد بدأ باللعب مع منتخب أستراليا لكرة القدم في عام 2005.

## روابط خارجية
- باتريك كيسنوربو على موقع قاعدة بيانات كرة القدم.إي يو (الإنجليزية)
- باتريك كيسنوربو على موقع ليكيب (الفرنسية)
- باتريك كيسنوربو على موقع ناشيونال فوتبول تيمز (الإنجليزية)
- باتريك كيسنوربو على موقع Soccerbase.com (لاعب) (الإنجليزية)
- باتريك كيسنوربو على موقع Soccerbase.com (مدرب) (الإنجليزية)
- باتريك كيسنوربو على موقع Soccerway.com (الإنجليزية)
- باتريك كيسنوربو على موقع عالم كرة القدم.نت (الإنجليزية)
- باتريك كيسنوربو على موقع كووورة